# Фридрих Лудолф (Бентхайм-Текленбург)
Фридрих Лудолф фон Бентхайм-Алпен (на немски: Friedrich Ludolf von Bentheim-Alpen; * 23 август 1587 в Бентхайм; † 8 януари 1629) от фамилията Бентхайм-Текленбург е от 1606 г. до смъртта си 1629 г. граф на Бентхайм-Алпен.
Той е най-малкият син на граф Арнолд II фон Бентхайм-Текленбург (1554 – 1606) и Магдалена фон Нойенар-Алпен (ок. 1550 – 1626), наследничка на фамилията Нойенар-Алпен, дъщеря на граф Гумпрехт II фон Нойенар-Алпен.
Брат е на Ебервин Вирих (1576 – 1596 в Падуа), Арнолд Йост (1580 – 1643), Вилхелм Хайнрих (1584 – 1632), Адолф (1577 – 1623), Конрад Гумпрехт (1585 – 1619), на Анна (1579 – 1624), омъжена 1595 г. за княз Христиан I фон Анхалт-Бернбург, Амоена Амалия (1586 – 1625), омъжена 1606 г. за княз Лудвиг I фон Анхалт-Кьотен, и на Магдалена (1591 – 1649), омъжена 1631 г. за граф Георг Ернст фон Лимбург-Щирум.
След смъртта на баща му през 1606 г. братята управляват първо заедно и през 1609 г. поделят собствеността. Фридрих Лудолф получава господството Бентхайм-Алпен. Той не се жени и няма деца.